# Trap Jaw
Trap Jaw è un personaggio immaginario creato nel 1981 da Mattel per la linea di giocattoli dei Masters of the Universe (accorciato spesso in M.O.T.U., in italiano "i dominatori dell'universo").

## Serie del 1983
Introdotto nei mini fumetti che accompagnavano le action figure come un pericolosissimo criminale psicopatico, proveniente da un'altra dimensione, Trap Jaw fa la sua prima comparsa già nell'episodio pilota della serie animata, ma la sua caratterizzazione è completamente diversa. Presentato da Skeletor come mago delle armi, Trap Jaw è in grado di sostituire al proprio braccio meccanico differenti armamentari, ma a parte ciò è di fatto goffo e incompetente. Spesso accoppiato a Beast Man, il ruolo di Trap Jaw nell'economia del cartone animato è praticamente di spalla comica. Tuttavia essendo uno dei personaggi più ricorrenti, almeno nei primi episodi, non mancano i momenti di gloria per Trap Jaw, come nell'episodio in cui ingerisce fortuitamente dell'Eternium, uno dei minerali più rari di Eternia, acquisendo una forza pari a quella di He-Man.

## Serie del 2002
Benché l'aspetto di Trap Jaw, disegnato per la serie del 2002, sia diventato notevolmente più inquietante e minaccioso, il suo personaggio rimane sempre quello dell'ennesimo impacciato e incompetente sgherro di Skeletor. Viene rivelato che la sua identità passata era quella di Kronis, che dopo una ferita fu salvato da Skeletor e Tri-Klops, al quale decise di rimanere fedele.